# Zhengzhou Open 2023
Zhengzhou Open 2023 a fost un turneu profesionist de tenis care s-a jucat pe terenuri cu suprafață dură, în aer liber. A fost cea de-a șaptea ediție a turneului și a făcut parte din turneele WTA 500 din circuitul WTA 2023. A avut loc la Zhongyuan Tennis Training Base Management Center din Zhengzhou, China, în perioada 9–15 octombrie. Aceasta va fi prima ediție a turneului desfășurată din 2019, deoarece edițiile intermediare au fost anulate din cauza pandemiei de COVID-19 și a răspunsului WTA la dispariția lui Peng Shuai.

## Campioni

### Simplu
Pentru mai multe informații consultați Zhengzhou Open 2023 – Simplu

### Dublu
Pentru mai multe informații consultați Zhengzhou Open 2023 – Dublu

## Distribuția punctelor
| Probă  | C   | F   | SF  | QF  | R16 | R2  | Q   | Q2  | Q1  |
| Simplu | 470 | 305 | 185 | 100 | 55  | 1   | 25  | 13  | 1   |
| Dublu  | 470 | 305 | 185 | 100 | 1   | N/A | N/A | N/A | N/A |